# Alfredo Levy
Alfredo Levy Nadal (* 11. August 1914 in Puerto Padre; † 21. September 1999 in Havanna) war ein kubanischer Pianist, Musikpädagoge, Chorleiter und Komponist.

## Leben und Wirken
Levy studierte bis 1932 am  Conservatorio Hubert de Blanck Solfège und Musiktheorie bei José Molina Torres, Klavier bei Consuelo Quesada und Arcadio Menocal, Harmonielehre bei Virginia Fleites und Musikgeschichte bei Joaquín Nin Castellanos. Er unterrichtete Klavier, Klavierpädagogik und Musikgeschichte am Conservatorio Hubert de Blanck und leitete ab 1947 ein von ihm gegründetes Konservatorium, das seinen Namen trug und bis 1962 bestand.
1962 gründete er den Coral Alfredo Levy, mit dem er an der Kirche La Merced u. a. Werke von Tomás Luis de Victoria, Johann Sebastian Bach, Gabriel Fauré, Rafael Morales und Cratilio Guerra zur Aufführung brachte. Im gleichen Jahr wurde er zum Lehrer und Chorleiter mehrerer Schulen Havannas berufen. 1971–72 dirigierte er den Chor bei der Aufführung von Bühnenwerken Patrick Dennis’, Héctor Quinteros und José Cabrals.
Als Klavierbegleiter trat Levy u. a. mit der Sopranistin Carmelina Santana Reyes und dem Bassisten Fernando Labrada auf. 1968 begleitete er Iris Burguet bei einer Aufführung von Robert Schumanns Frauenliebe und -leben am Palacio de Bellas Artes. 1936 spielte er mit dem Orquesta Sinfónica de La Habana unter der Leitung von Gonzalo Roig im Teatro Martí Edward MacDowells Erstes Klavierkonzert. Als Komponist trat er u. a. mit vier Messen (Misa a la Virgen de la Caridad del Cobre, Misa a la Virgen de la Merced, Misa a la Virgen del Carmen,  Misa a San Martín de Porres) hervor.